# Měník
Měník (deutsch Mienik) ist eine Gemeinde in Tschechien. Sie liegt vier Kilometer südöstlich von Nový Bydžov und gehört zum Okres Hradec Králové.

## Geographie
Měník befindet sich linksseitig der Cidlina auf der Ostböhmischen Tafel im Sattel zwischen den Hügeln Horka (266 m) und Bor (271 m). In der Umgebung des Dorfes liegen mehrere Teiche.
Nachbarorte sind Libeň und Zdechovice im Nordosten, Barchůvek und Bydžovská Lhotka im Südosten, Kosice im Süden, Mlékosrby, Luková und Zadražany im Südwesten, Zachrašťany und Vysočany im Westen sowie Humburky im Nordwesten.

## Geschichte
Die erste urkundliche Erwähnung des Gutes Měnín erfolgte im Jahre 1332 als Besitz des Edelmannes Martin von Měnín. Als weitere Besitzer sind u. a. ab 1383 Jan Čapek von Měnín, ab 1409 Mikuláš Kostlovec von Měnín und ab 1518 Václav Měnický von Měnín überliefert. Am Ende des 15. Jahrhunderts entstand die Namensform Měník. Martin Měnický von Červený Ves verkaufte den Hof mit dem Dorf 1599 an die Stadt Bidschow. In der berní rula von 1654 sind für Měnín fünf Bauern, drei Beisassen und ein Schmied verzeichnet. Während des Leibeigenenaufstandes von 1775 erreichten die Bewohner von Měnín beim Bidschower Rat die Parzellierung des Hofes Měnín nach dem Raabschen System.
Nach der Aufhebung der Patrimonialherrschaften bildete Mněník/Mnenik mit dem Ortsteil Lieben ab 1850 eine Gemeinde im Bezirk Nový Bydžov. Seit 1878 trägt die Gemeinde den Namen Měník. Zusammen mit dem Nachbardorf Humburky ist Měník ein Zentrum der Pferdezucht, die Familie Kubišta ist seit dem Ende des 19. Jahrhunderts hierbei in mehreren Generationen tätig. Im Jahre 1900 hatte die Gemeinde Měník 1077 Einwohner. Seit 1961 gehört Měník zum Okres Hradec Králové, zugleich erfolgte die Eingemeindung von Bydžovská Lhotka. 1970 lebten in der Gemeinde 600 Menschen. 1980 wurde noch Barchůvek eingemeindet.

## Gemeindegliederung
Die Gemeinde Měník besteht aus den Ortsteilen Barchůvek (Klein Barchow), Bydžovská Lhotka (Bidschower Lhota), Libeň (Lieben) und Měník (Mienik).

## Sehenswürdigkeiten
- Kirche des hl. Wenzel

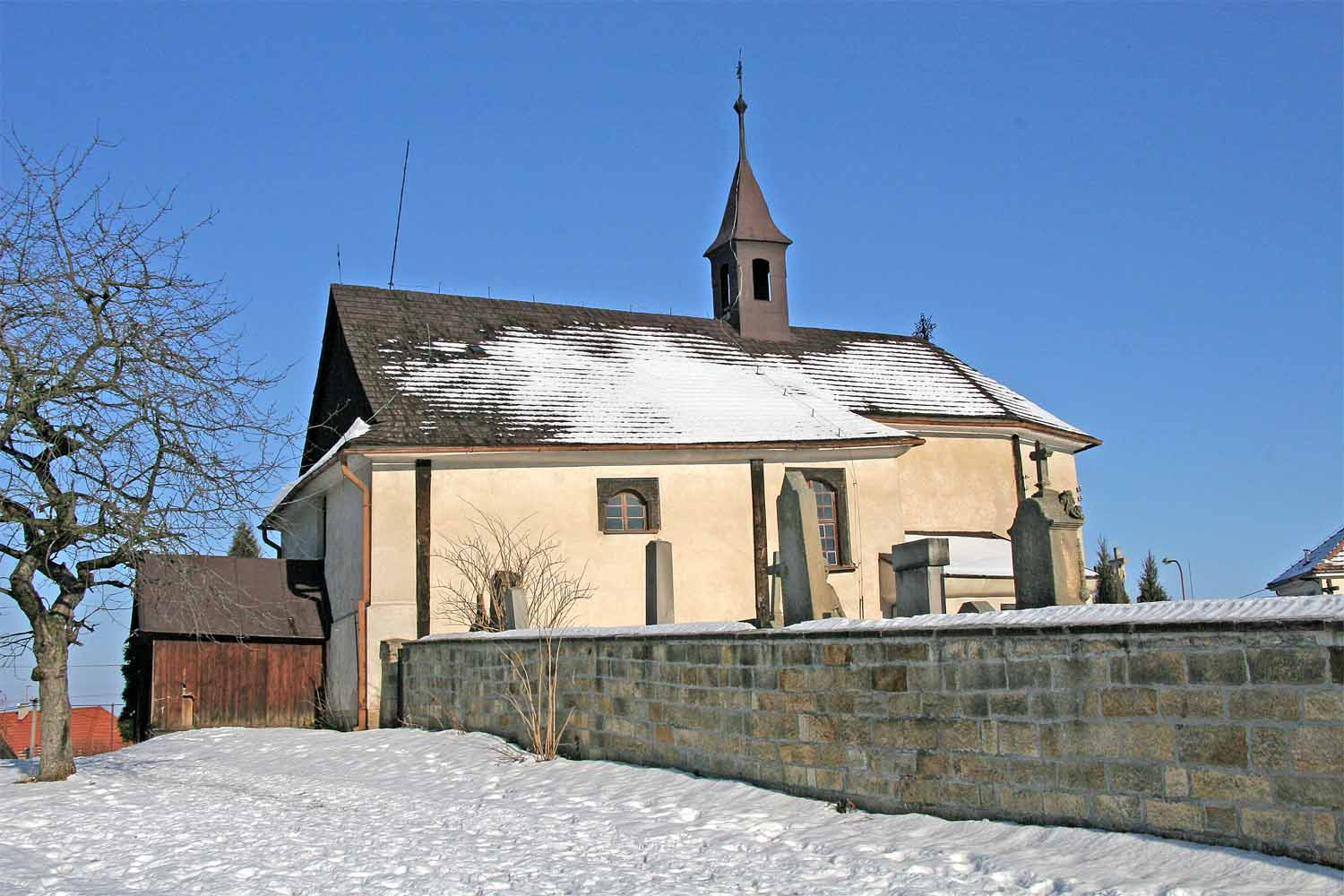
Kirche St. Wenzel

- hölzerner Glockenturm am Dorfplatz
- zwei Kapellen in Bydžovská Lhotka

## Söhne und Töchter der Gemeinde
- Josef Dymeš, Teilnehmer an den Welt- und Europameisterschaften im Fahrsport in den Jahren 1984–1990